# La Trinidad (centrala Celaya)
La Trinidad är en ort i Mexiko.   Den ligger i kommunen Celaya och delstaten Guanajuato, i den centrala delen av landet, 210 km nordväst om huvudstaden Mexico City. La Trinidad ligger 1 764 meter över havet och antalet invånare är 1 065.
Terrängen runt La Trinidad är huvudsakligen platt, men åt nordost är den kuperad. Runt La Trinidad är det tätbefolkat, med 343 invånare per kvadratkilometer. Närmaste större samhälle är Celaya, 5,5 km sydväst om La Trinidad. Trakten runt La Trinidad består till största delen av jordbruksmark.